# 森の小さな靴屋さん
『森の小さな靴屋さん』（もりのちいさなくつやさん、原題：THE PEACHY COBBLER, 公開：1950年12月9日）は、アメリカ合衆国の映画会社メトロ・ゴールドウィン・メイヤー (MGM) に所属していたアニメーターのテックス・アヴェリー作品のひとつ。

## スタッフ
- 監督 - テックス・アヴェリー
- 制作総括 - フレッド・クインビー
- アニメーション制作 - ウォルター・クリントン、マイケル・ラー、グラント・シモンズ
- 脚本 - リッチ・ホーガン
- 音楽 - スコット・ブラッドリー

## 内容
森の中にある一軒の靴屋を営む老夫婦がいた。冬場になるとあたりは雪で閉ざされ、それでも懸命に働いてきたが、高齢と寒さのため仕事ははかどらず、修理する靴さえもたまる一方。遂には倒れてしまい、その日の食糧さえも不自由していた。最後にパンのひとかけらが残ったが、夫は雪で食べ物のないかわいそうな小鳥たちにそれを惜しげもなく与えた。
しかし実は、小鳥たちは森に住む妖精で、なけなしの食糧を与えてくれたことに感謝し、恩返しとして靴を作ってあげることにした。妖精たちは老夫婦が寝静まったのを見計らって工房の中に入り、コミカルな手法ながらも靴を次々に仕上げていく。立派な靴が多数出来上がると、妖精たちはタップダンスなどを繰り広げて遊び出す。
この物音に気付いて目の覚めた老夫婦は、ピカピカの靴が工房を埋めているのを見て驚き、喜びのあまり踊り出してしまう。不思議に思った夫は、小鳥たちの仕業かもしれないと思い、外を見上げたが、老夫婦に気付かれる前に家から抜け出した妖精たちは小鳥の姿に戻り、木の上でそ知らぬ顔をしていた。
この作品は、グリム童話『小人の靴屋』のパロディーであると思われる。また、ストーリーの展開は日本の童話である『笠地蔵』にも似ている。

## 登場キャラクター
妖精
全部で7人。心優しい老夫婦に感謝して靴づくりを行う。拳銃で糸を通す穴を開けたり、黒塗りのシロアリを使って一瞬のうちに木靴を作ったりする器用な妖精もいるが、ハンマーや糸の使い方にも悪戦苦闘する不器用な妖精もいて、全般的にあまり効率的とはいえない作業内容だが、それでも最後には立派な靴を多数作り上げ、老夫婦を喜ばせる。
靴屋の老夫婦
森の中にある靴屋を経営。後継者がおらず、高齢と冬場は雪に閉ざされる立地条件もあって、経営が振るわず貧乏な暮らしをしている。危機的な状況にあったが、妖精たちの恩返しにより救われる。

## 日本でのTV放映
『トムとジェリー』の短編に挟まれて「真ん中の作品」の一つとして放映されていた。

## 関連作品
- 美しく青きドナウ（1939年） - ヒュー・ハーマン作品。森の中に住む生き物がドナウ川を青く浄化していくという御伽話的な作品。
- スピード狂（1958年） - マイケル・ラーによるドルーピー作品。イソップ寓話「ウサギとカメ」をカーレースに置き換えたような作品。